# أنطونيو البدران
أنطونيو البدران ممثل أمريكي من أصول عراقية. ولد في البصرة عام 1969م هي مدينة عراقية تقع على الحدود الجنوبية بين الكويت و إيران أحد الأطفال الثمانية الذين عمل والدهم في وظيفتين، كان الهروب الحقيقي الوحيد لأنطونيو هو التلفزيون، وجد العزاء في الغرب الأمريكي والمسلسل التلفزيوني الذي يشاهده كل يوم، الممثلون (جون واين ، كلينت ايستوود ، لي ماجورز) تحدثوا معه بطريقة لم يتوقعها، عندما كان شاباً عاش أنطونيو خلال حربين: الحرب العراقية الإيرانية ، والحرب الأمريكية-العراقية. أعتقل أثناء دراسته الجامعية لأسباب سياسية خلال فترة الثمانينات وتم تحريره أثناء الإنتفاضة الشعبانية عام 1991.

## اعتقاله
تعرض لخلافه مع أيديولوجية حزب البعث ، الذي تعرض للإساءة السياسية من نظام صدام إلى سجنه تم إطلاق سراحه من قبل حزب البعث والمقاومة عام 1991.

## اللجوء السياسي
حصل على اللجوء السياسي مع الولايات المتحدة في مارس من عام 1991 تحت رعاية الولايات المتحدة، تم إرسال أنطونيو إلى مخيم للاجئين في الصحراء السعودية حيث أمضى السنوات الأربع القادمة، هاجر إلى أمريكا في أغسطس من عام 1994.

## حياته الفنية
في أوائل عام 2000 ، بدأ أنطونيو أخذ دروس التمثيل في استوديوهات مختلفة في ناشفيل بولاية تينيسي. الدراسة مع آلان ديسيرت ، براد ويلسون ، هولي ألين ، دفع عمله الشاق في نهاية المطاف، في عام 2004 ، لعب دورًا رائعًا في لعب دور الأمير طارق في فيلم الحالم. تحت إشراف الكاتب والمخرج جون جاتينز ، والعمل جنباً إلى جنب مع مجموعة من النجوم التي شملت كورت روسل وكريس كريستوفرسون وديفيد مورس ولويس غوزمان، اكتسب أنطونيو خبرة وثقة لا تقدر بثمن.

## روابط خارجية
- أنطونيو البدران على موقع IMDb (الإنجليزية)